# Thomas Jorz
Thomas Jorz (ou Joyce, Jorce, Georce) (Londres, vers 1250 – Grenoble, 13 décembre 1310), est un théologien et un cardinal dominicain anglais, connu sous le nom de Cardinal Anglicus.

## Biographie
Ses origines sont obscures, mais la famille de Thomas Jorz serait originaire du comté de Nottingham, où durant le règne d'Édouard III, un William Jorz est le co-tenant d'un fief devant un service d'un chevalier à Carlton, et où Robert Jorz est coroner. Il a été aussi suggéré qu'il serait issu d'une bonne famille de Londres, descendant peut-être de Gallois.
Son frère, Robert, était shérif du Nottinghamshire et du Derbyshire en 1305. Il avait cinq frères qui devinrent dominicains, dont Willam et Oliver, ainsi que Walter Jorz et Roland Jorz, qui furent successivement archevêques d'Armagh.
Il rejoignit l'ordre des Prêcheurs en Angleterre puis fit ses études à Paris, avec Thomas d'Aquin comme maître, et à Oxford. Thomas obtint son titre de bachelier le 16 décembre 1291 puis de docteur en théologie de l'Université d'Oxford en 1292. Après quoi, il devient prieur du couvent dominicain et provincial de l'ordre des Prêcheurs en Angleterre pour sept ans (1296-1303). Le 1er janvier 1304, il obtint un sauf-conduit pour aller à Rome pendant deux ans, pour y s'occuper des questions relatives à l'ordre des dominicains et des affaires secrètes du roi Édouard Ier. Comme il était devenu confesseur et proche du roi, celui-ci l'envoya à Lyon, en octobre 1305, auprès du nouveau pape Clément V,.
Lors du consistoire du 15 décembre 1305, Thomas Jorz fut nommé cardinal-prêtre de Sainte-Sabine par Clément V. Il fut présent au procès de Boniface VIII et à celui de Pierre de Jean Olivi. Résidant à Avignon avec les autres membres de la Curie pontificale, il y fut le porte-parole des rois d'Angleterre auprès du pape. Le 6 mai 1307, Édouard 1er, lui écrivit pour obtenir la canonisation de Robert Grosseteste de Lincoln (Royaume-Uni),. Sur les instances royales, il fit suspendre Walter Reynolds, évêque de Worcester, pour indignité. Puis à la demande du roi Edward II, le 17 avril 1308, il fit entamer le procès en canonisation du franciscain, Thomas de Cantaloupe de Hereford  qui fut sanctifié dix ans après la mort du cardinal,. 
Il fut désigné comme légat en Italie pour le couronnement, à Milan le 6 janvier 1311, de l'empereur Henri VII, en tant que roi de Lombardie. Il quitta Avignon le 25 octobre 1310 et décéda au cours du voyage à Grenoble. Son corps fut transporté en Angleterre et inhumé dans le chœur de l'église dominicaine d'Oxford,.

## Œuvres
L'énumération de ses œuvres littéraires se heurte encore à quelques sérieuses difficultés, en raison de plusieurs incertitudes et de possibles confusions avec des écrits de Thomas d'Aquin, Thomas de Galles, Thomas de Sutton ou Thomas de Theobaldis Anglicus qui ont aussi abordé les mêmes thèmes et les mêmes sujets de controverses. Sauf pour certains manuscrits qui ont été parfaitement identifiés dans la liste de ses œuvres reprise sur Alfonso Chacón, par l'Université de Miami. 
| - Scriosit super quatuor libros Sententiarum - Postillam in Psalterium - Sermones per Annum - De Doctrina Scholarium - De Conceptione beatæ Virignis - In Genesun Commentaria - Super Boëtium Consolatione - Contra Ioannem Scotum - De Concordantia librorum S.Thomæ Aquinatis - Postillas in Proverbia Salomonis | - In Canticum Canticorum - In libros S. Augustinis de Civitate Dei - Quodliberta - Adueriníns Iconoclastas - Quæstiones Theologicas - De Statu Animarum post mortem - Scripsisie etiam dicitur à Pitsæo librum unum in Isaiam, & alterum in Hieremiam - Liber de beata visione - De paupertate Christi |

### Sources
- A.B. Emden, A Biographical register of the University of Oxford, II, Oxford, 1958.
- Guillaume Mollat, « Contribution à l’histoire du Sacré Collège de Clément V à Eugène IV », Revue d’histoire ecclésiastique, T. XLVI, 1961.
- (en) British History On Line, History of County of Oxford, Vol 2, pp. 107-122, 2009.
- Roy Martin Haines, « Jorz, Thomas (c.1260–1310) », Oxford Dictionary of National Biography, Oxford University Press, 2004.